# Neumoperitoneo
En medicina, se conoce como neumoperitoneo a la presencia de aire libre en la cavidad peritoneal. Generalmente es consecuencia de la perforación de una víscera abdominal, por ejemplo una perforación gástrica o intestinal.

## Etiología
La causa más frecuente es la perforación de una úlcera gástrica o duodenal. Menos frecuentemente se debe a perforación del intestino delgado o el colon, raramente por perforación de la vesícula biliar o apendicitis aguda perforada. No debe olvidarse que la causa más habitual de la aparición de aire en la cavidad peritoneal es la cirugía abdominal, tanto cirugía abierta como laparoscopia, sin embargo esta situación no se considera dentro de la definición de neumoperitoneo y el aire se reabsorbe de forma progresiva en unos días sin necesidad de realizar ningún tratamiento específico.
En muy raras ocasiones, el aire que provoca el neumoperitoneo proviene del tórax (pneumoperitoneo de origen intratorácico). Suele deberse a procesos que originan aumento de la presión alveolar en los pulmones, por ejemplo traumatismos de tórax, maniobra de Valsalva o resucitación cardiopulmonar. Otra causa poco habitual de neumoperitoneo es la neumatosis cystoides intestinalis.

## Síntomas
Los síntomas son variables dependiendo de la causa. Frecuentemente el paciente presenta dolor de inicio brusco y gran intensidad que se localiza en el epigastrio y puede irradiarse al hombro. El cuadro clínico es de gravedad y el paciente suele permanecer inmóvil con sensación de angustia y el abdomen rígido (vientre en tabla). Una vez iniciado el proceso que da origen al neumoperitoneo, se produce la invasión bacteriana de la cavidad peritoneal, lo que ocasiona una infección de la misma (peritonitis), con fiebre elevada y en última instancia la aparición de choque séptico.

## Diagnóstico
Puede realizarse mediante una radiografía de tórax con el paciente en posición de pie, en la que se visualiza una colección de aire con forma de semiluna situada bajo las cúpulas del diafragma. También puede realizarse una radiografía de abdomen con el paciente en posición de decúbito lateral izquierdo o en decúbito supino. Sin embargo el estudio más sensible y específico es la tomografía computada

## Tratamiento
Depende de la causa que provoque el neumoperitoneo, casi siempre el tratamiento de elección es la cirugía. Se considera que únicamente el 10% de los casos de neumoperitoneo no precisan tratamiento quírurgico urgente.